# Лил ОСК
Лил Олимпик Спортѐн Клюб (на френски: Lille Olympique Sporting Club) е френски футболен клуб от град Лил. Основан е през 1944 г. от сливането на Olympique Lillois (основан през 1902) и SC Fives (основан през 1901).

## Успехи
Olympique Lillois основан през 1902
- Лига 1:
  -  Шампион (5): 1932/33*, 1945/46, 1953/54, 2010/11, 2020/21
- Купа на Франция:
  -  Носител (6): 1945/46, 1946/47, 1947/48, 1952/53, 1954/55, 2010/11

SC Fives основан през 1901
- Лига 1
  - Финалист – 1934
- Купа на Франция
  - Финалист – 1941

## Предишни имена
| Години      | Име                                                                 |
| ----------- | ------------------------------------------------------------------- |
| 1944        | „Стад Лилоа“ Stade lillois                                          |
| 1944 – 1998 | „Лил Олампик Спортниг Клъб“ (Лил ОСК) Lille Olympique Sporting Club |
| 1988 – 2012 | „ЛОСК Лил Метрополь“ LOSC Lille Métropole                           |
| 2012 -      | „ЛОСК“ (Лил Олампик Спортниг Клъб) Lille Olympique Sporting Club    |

## Нова история
През 2000 г. след 3 сезона прекарани в Лига 2, Лил се завръща в елита на Франция. Резултатите не закъсняват и следват три участия в Шампионската лига през 2002, 2005 и 2006 г. и победа в турнира за Купа Интертото през 2004 година. През 2004 – 05 Лил завършва на второ място в крайното класиране на шампионата и се класира за групите на Шампионската лига. На 2 ноември 2005 година Лил записва една от най-големите и впечатляващи победи в своята история –победа над Манчестър Юнайтед в груповата фаза на турнира с 1:0. Въпреки това, завършват трети и продължават сред 16-те отбора в турнира за Купата на УЕФА, където отпадат от бъдещия носител на трофея испанския Севиля ФК.
През 2005 – 06 „Лил“ завършва на 3-то място в Лига 1 след Олимпик Лион и Бордо. Това отново им дава право да участват в най-комерсиалния турнир, но този път трябва да преминат през ситото на квалификациите. Там преодоляват македонския Работнички. В груповата фаза, Лил завършва 2-ри след Милан, записвайки друг голям резултат – победа на Сан Сиро в Милано с 0:2. На 1/16 финалите, Лил отпадат от старите си познати Манчестър Юнайтед.  Архив на оригинала от 2012-01-19 в Wayback Machine.

## Състав

### Настоящ състав
Към 1 юли 2025 г.

## Стадион
„Stade Henri Jooris“ (до 1974)

„Stade Grimonprez Jooris“ (1974 – 2004)

Стадион Лил Метропол (2004- )
От сезон 2004 – 05, Лил играе на стадион Лил Метропол, в Villeneuve-d'Ascq до Лил, в очакване на новия си стадион, проекта за който е отхвърлен от правосъдието на Франция през 1999. Новият стадион се очаква да бъде готов през 2010 година и ще бъде с капацитет 50 000 седящи места.
Без лицензиран стадион, отговорящ на изискванията от УЕФА, Лил играе мачовете си от Европейските клубни турнири на различни чужди стадиони. 

На Stade Félix Bollaert в Ланс играе срещите си от Шампионската лига 2001 – 02 и 2006 – 07 

На Стад дьо Франс в Париж срещите от Шампионска лига 2005 – 06

## Успехи
Национални:
- Лига 1:
  -  Шампион (5): 1932/33*, 1945/46, 1953/54, 2010/11, 2020/21
  -  Вицешампион (7): 1935/36, 1947/48, 1948/49, 1949/50, 1950/51, 2004/05, 2018/19
  -  Бронзов медал (5): 1951/52, 2000/01, 2005/06, 2011/12, 2013/14
- Купа на Франция:
  -  Носител (6): 1945/46, 1946/47, 1947/48, 1952/53, 1954/55, 2010/11
  -  Финалист (2): 1944/45, 1948/49.
- Купа на френската лига:
  -  Финалист (1): 2015/16
- Суперкупа на Франция: (Trophée des champions)
  -  Носител (3): 1955, 2011, 2021
- Лига 2:
  -  Шампион (4): 1963/64, 1973/74, 1977/78, 1999/2000

Други:
- Купа Шарл Драго:
  -  Финалист (2): 1954, 1956

Международни:
- Интертото:
  -  Носител (1): 2004
  -  Финалист (1): 2002
- Шампионска лига:
  - 1/8 финалист (1): 2006/07
- Купа на УЕФА/Лига Европа:
  - 1/8 финалист (2): 1998/99, 2003/04 2001/02, 2004/05, 2005/06, 2009/10
- Латинска Купа:
  -  Финалист (1): 1951

## Регионално дерби
Със спечелени 4 титли, 4 втори места и 6 национални купи, Лил винаги са били в сянката на местния съперник Ланс по популярност. Съперничеството между двата клуба идва от социалното и икономическо положение на двата града. Лил се слави като клуба на големите „буржоази“ от град Лил, столицата на Френска Фландрия, а Ланс на средната работническа класа от едноименния град Ланс и областта. Регионалното дерби между двата отбора се нарича Дерби дю Норд.

## Известни бивши футболисти
- Ерик Абидал
- Жослен Англома
- Бруно Шейру
- Бернар Лама
- Абеди Пеле
- Патрик Клуйверт
- Миленко Ачимович
- Кенет Андерсон
- Славолюб Муслин
- Жарко Оларевич
- Данте

## Български футболисти
- Владимир Манчев: 2002/04 - (66 мача - 20 гола)

## Бивши треньори
- Жак Сантини
- Бруно Метсу
- Пиер Манковски
- Хенрик Касперчак
- Вахид Халилходжич
- Клод Пуел